# لرين (كورنوال)
لرين (بالإنجليزية: Lerryn)‏ هي قرية تقع في المملكة المتحدة في كورنوال.